# Upplands runinskrifter 1100
Runinskrift U 1100 är ett runstensfragment som ligger utmed vägen i Sundbro norr om Uppsala, Bälinge socken och Uppsala kommun, Bälinge härad i Uppland.

## Fragmentet
Fragmentet som suttit i en runsten är av rödaktig granit med fläckig yta. Den ornamentik som nu återstår visar att ristningen går i Urnesstil Pr4 och är prydd med en repstav på dess nedre del. Endast några få runor är bevarade och namnet Torkel samt signaturen Öpir står i textens slut. En översättning följer på inskriften nedan: 

## Inskriften

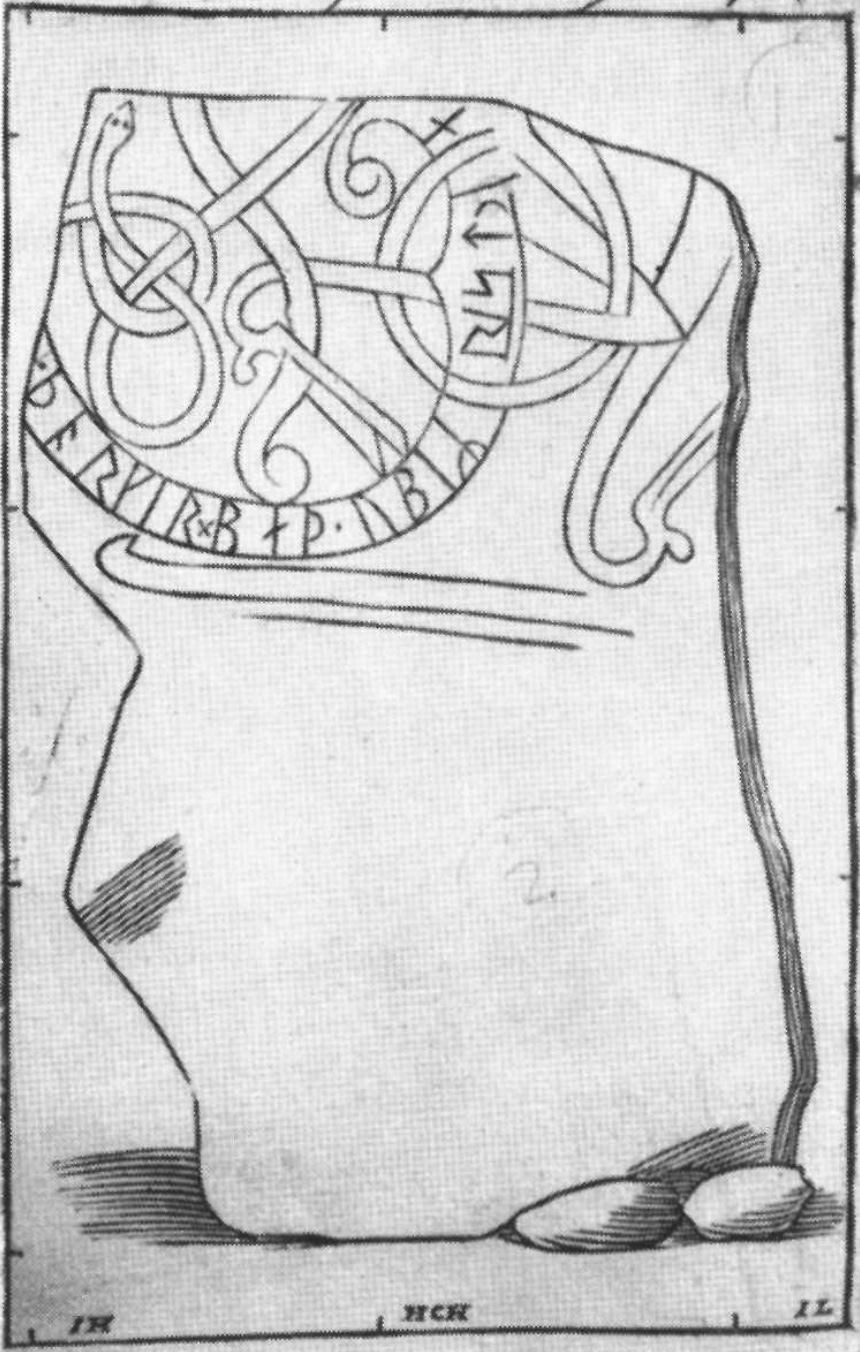

Translitterering av runraden:
...(a) þorkir · baþ · ybiʀ rista r-...
Normalisering till runsvenska:
... Þorgæiʀʀ/Þorgærð(r) bað Øpiʀ rista r[unaʀ].
Översättning till nusvenska:
Torger bad Öpir rista runorna.
Liknande text finns på U 544.